# Monasterio de Nuestra Señora de Vico
El Monasterio de Nuestra Señora de Vico está situado en el municipio de Arnedo, La Rioja (España). Se encuentra a 4 kilómetros de su centro urbano, en la carretera hacia Préjano y sobre el río Cidacos. Está habitado por religiosas de la orden Orden Cisterciense de la Estrecha Observancia. 

## Historia
Fundado por Fray Lope de Salinas el año de 1456 con la ayuda de su pariente don Pedro Fernández de Velasco, el cual tenía el señorío en la entonces villa de Arnedo.
- Datos: Q3320318
- Multimedia: Monasterio del Vico, Arnedo / Q3320318